# José Sellier Loup
José Sellier Loup (Givors, 13 de agosto de 1850 - La Coruña, 21 de noviembre de 1922) fue un fotógrafo español de origen francés que fue pionero del cine en Galicia.

## Biografía
Nació en Givors, Francia, el 13 de agosto de 1850, aunque su familia se trasladó pronto a Lyon donde estuvo viviendo hasta 1886 en que decide trasladarse a La Coruña con su esposa y su hijo. Su hermano Louis Sellier llevaba varios años viviendo en esta ciudad trabajando primero como pintor retratista y luego compaginando esta actividad con la fotografía de retrato.
Comenzó a trabajar de fotógrafo al traspasarle el estudio su hermano para regresar a Francia. Junto a su negocio de retratos mostró interés por los avances que estaba realizando la fotografía a finales del siglo XIX y fue un cliente habitual de los Hermanos Lumière. En 1897 les compró un cinematógrafo y organizó la primera exhibición del cinematógrafo en La Coruña el 23 de mayo de ese año, haciéndole la competencia a Marqués y Azevedo, operadores portugueses especializados, que estrenan en la ciudad herculina títulos del catálogo Lùmiere. 
En octubre de 1897 acondicionó su estudio para realizar exhibiciones cinematográficas, exhibiendo películas extranjeras pero también algunas filmadas por él que fueron las primeras películas realizadas en Galicia. Su película titulada Entierro del General Sánchez Bregua rodada en La Coruña el 20 de junio de 1897 se considera la primera película gallega, por conocerse sin posibilidad de duda la fecha exacta de su rodaje, aunque con seguridad habría estrenado su cámara entre marzo y abril. Entre 1897 y 1898 rueda diversas películas: San Jorge, salida de misa, Fábrica de carbón, Matadero, salida de operarios, Orzán, oleaje, Desembarco de los heridos de Cuba en nuestro puerto y Temporal en Riazor.
También realizó proyecciones en otras ciudades gallegas como Vigo, Ferrol y Santiago de Compostela. En esta última ciudad realizó la primera exhibición cinematográfica el 22 de enero de 1900. Poco tiempo después abandonó su actividad cinematográfica y volvió a dedicarse en exclusiva a la fotografía.

## Galería de imágenes

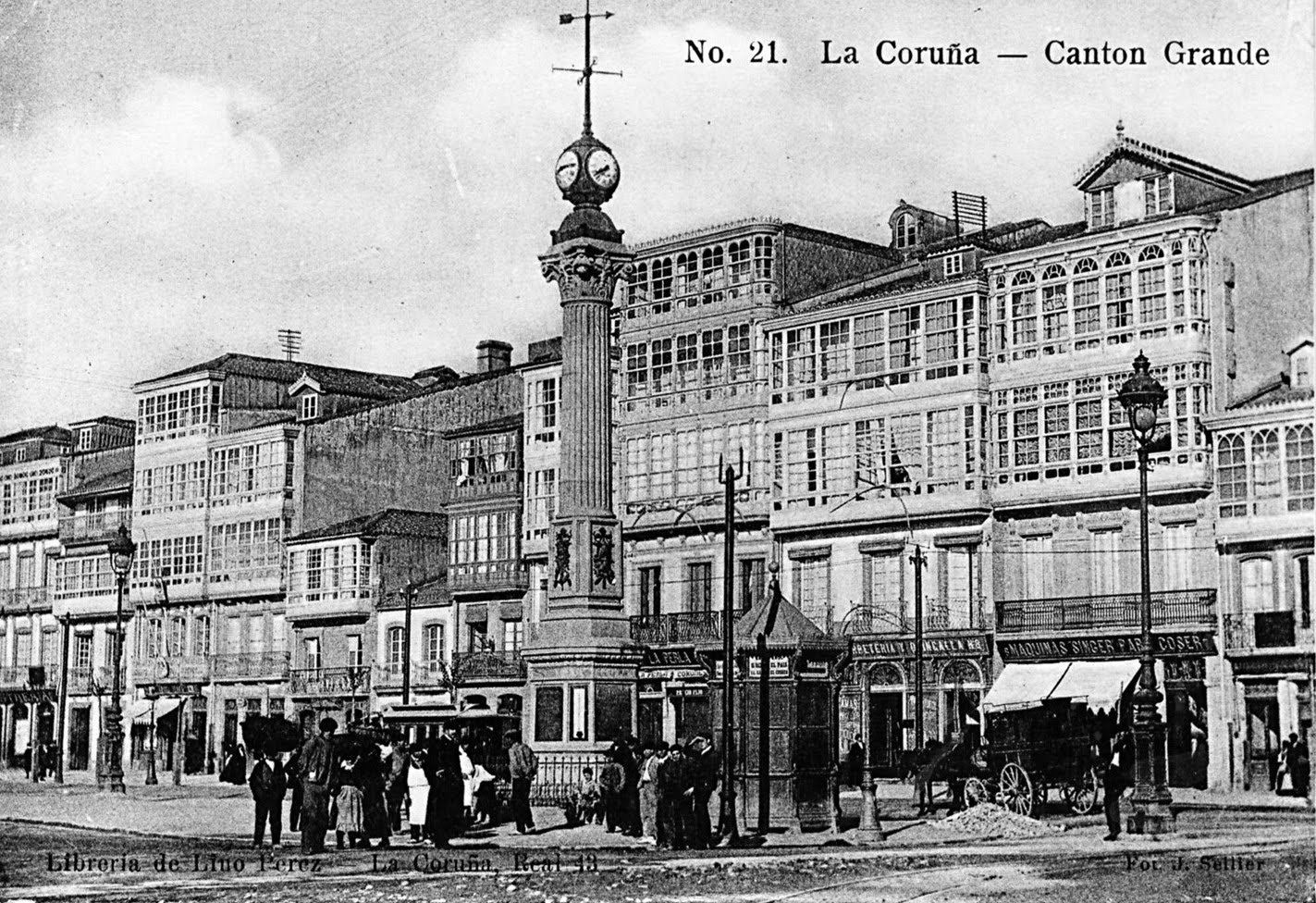
Obelisco de los Cantones, en La Coruña, a comienzos del siglo XX.
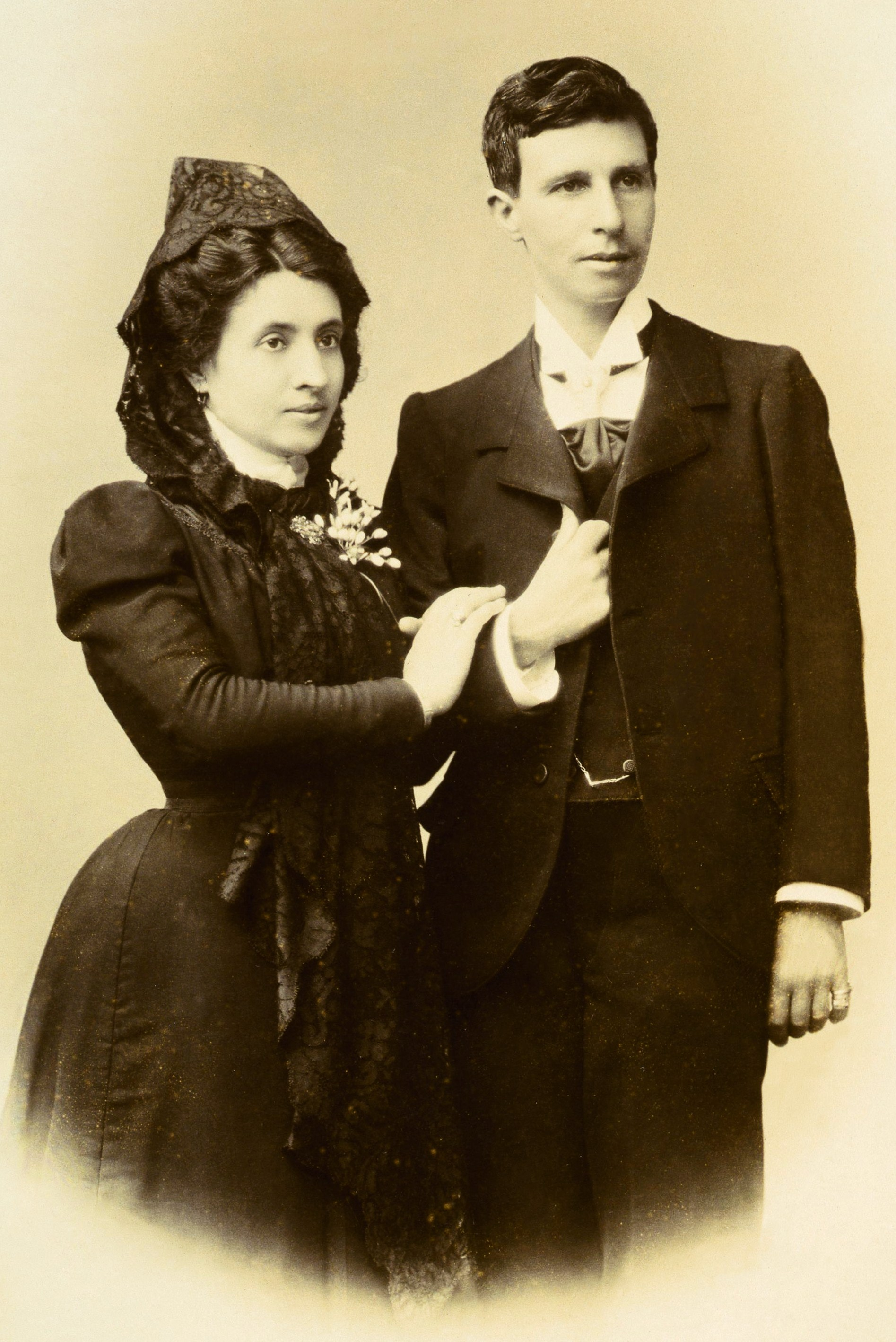
Marcela Gracia Ibeas y Elisa Sánchez Loriga, 1901.
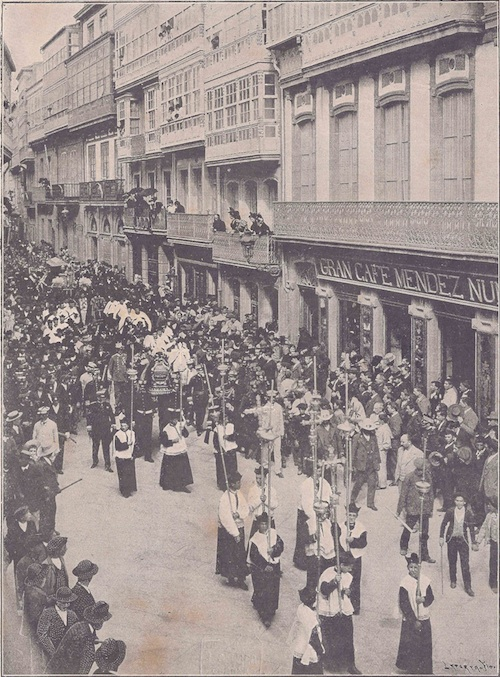
Fotograma de la película Entierro del General Sánchez Bregua, 1897.
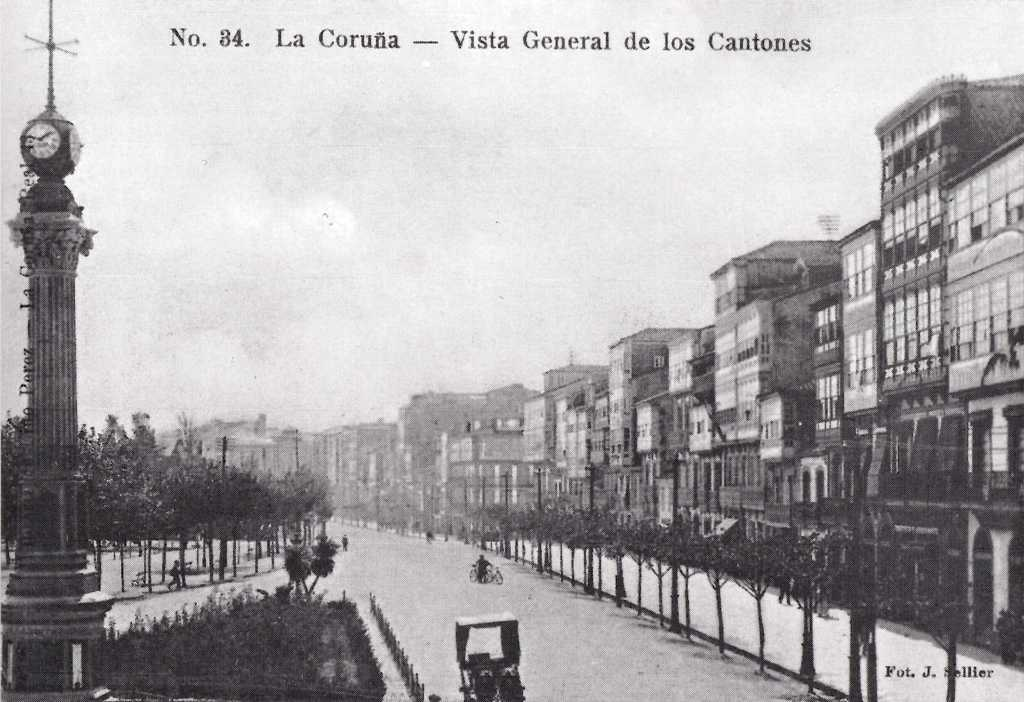
Vista general de los Cantones, La Coruña, 1895-1900.